# Ibleto di Challant
Ibleto di Challant (Valle d'Aosta, 1330 circa – Verrès, 21 settembre 1409) (in fr. Yblet de Challant) fu un nobile valdostano della famiglia Challant. A volte è indicato anche con il nome Ebalo (in fr. Ébal), di cui Ibleto era un diminutivo.
Fu uno dei più illustri membri della casata, ricordato soprattutto per avere ricoperto per diversi anni la carica di capitano generale e governatore del Piemonte (1379-1404) e per aver fatto costruire il castello di Verrès.

## Biografia
Era figlio di Giovanni di Challant, quintogenito di Ebalo Magno, e dal padre ricevette in eredità i feudi di Challant, Montjovet, Chenal, Saint-Vincent e Graines.

Sposò in prime nozze la cugina Giacometta di Challant, figlia del signore di Châtillon Pietro, divenendo così a sua volta feudatario di questa importante località fortificata. Si risposò in seguito con Giovanna di Nus (detta Giannetta), il cui genitore era Giacomo proprietario dell'omonimo castello. Ebbe undici figli, alcuni dei quali nati fuori dal matrimonio, tra cui Giovanni (che divenne signore di Châtillon, Graines e della valle di Gressoney), Amedeo e Francesco (che gli succedette come signore (poi primo conte) di Challant, Verrès, Issogne e degli altri feudi).

### Vita militare e politica

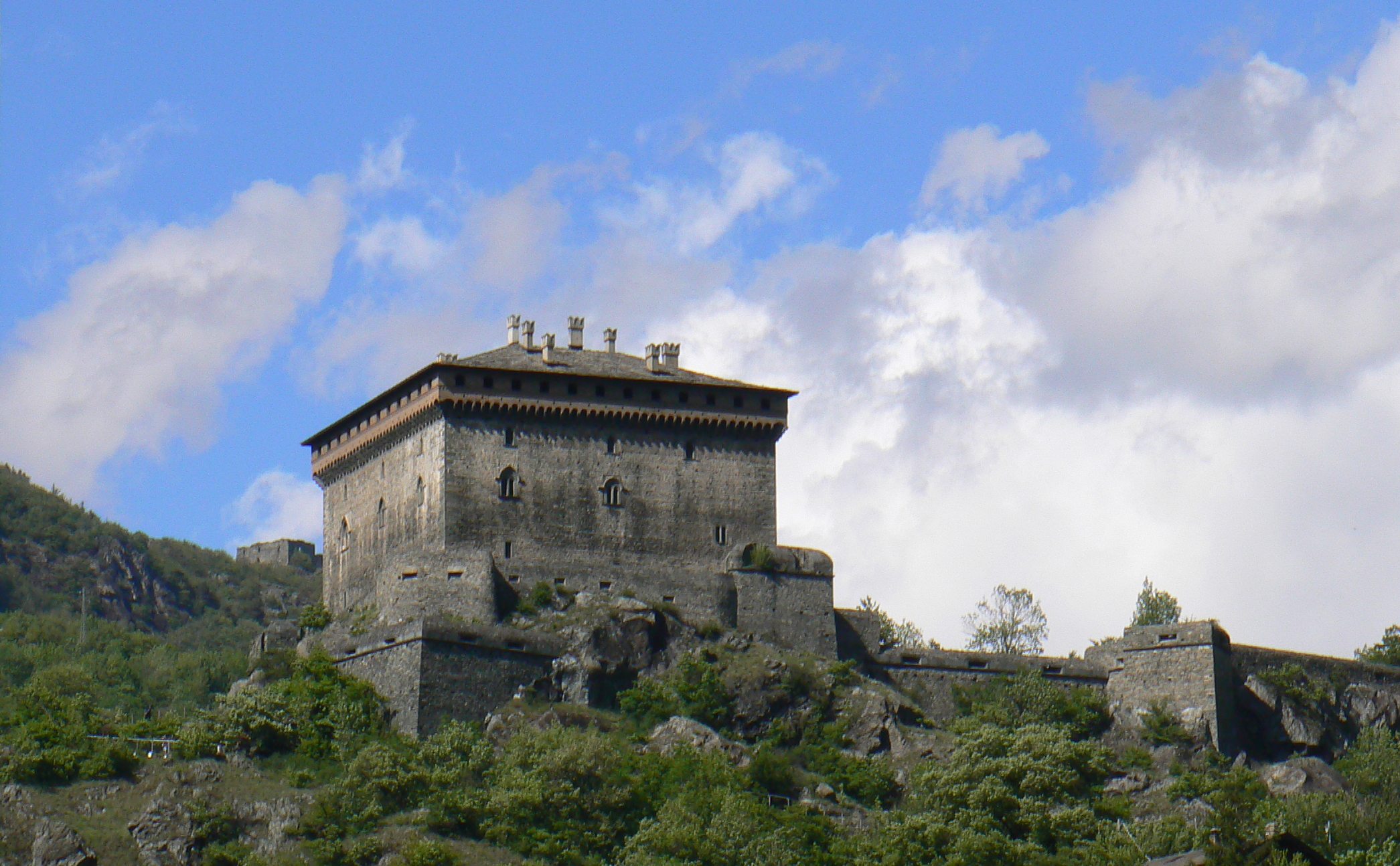
Il castello di Verrès e, sullo sfondo, quello di Villa

Nel 1362 conquistò a beneficio del conte di Savoia il castello di Castruzzone, presso Ivrea. Nel 1366 seguì il Conte Verde Amedeo VI di Savoia nella sua spedizione militare in Oriente che vide la sottomissione di Gallipoli e la sconfitta dei turchi e dei bulgari.
Nel 1377 tenne prigioniero per circa un anno nel castello di Montjovet il vescovo di Vercelli Giovanni Fieschi, per costringerlo a cedere la signoria di Biella al conte di Savoia.
Sempre agli ordini di Amedeo VI partecipò alla spedizione di Napoli, durante la quale nel 1383 morì a Montesarchio suo figlio Amedeo, e nel 1384 fu il comandante delle truppe sabaude durante l'assedio di Sion.
Nel 1385 fu nominato da Amedeo VI, insieme a suo cugino Aimone di Fénis, cavaliere dell'Ordine del Collare di Savoia, in seguito chiamato Ordine supremo della Santissima Annunziata. Furono il 18° e il 19° nobile ad avere accesso nell'ordine e i primi della famiglia Challant.
Dal 1379 al 1404 ricoprì la prestigiosa carica di capitano generale e governatore del Piemonte.
Tra le altre dignità che ricoprì nel corso degli anni fu inoltre balivo della Val di Susa, podestà di Ivrea, ambasciatore e consigliere di Amedeo VI e della contessa di Savoia Bona di Borbone, rettore di Biella, Chieri, Torino, Pinerolo e Nizza, ministro del conte sabaudo alla dieta e al congresso di Sion (nell'agosto 1390 inviato da Amedeo VIII presso il duca di Borgogna per chiedere in moglie per questi la figlia Maria), castellano di Avigliana e di Prangins.
Ereditò da Pietro di Challant Cly il feudo di Châtel-Saint-Denis presso Friburgo e dagli zii Pietro e Giacomo il territorio di Andorno, fu investito di Châtel-Argent e ottenne in dono dai conti di Savoia i possedimenti di Surpierre, Gaglianico e di una parte di Saint-Pierre.

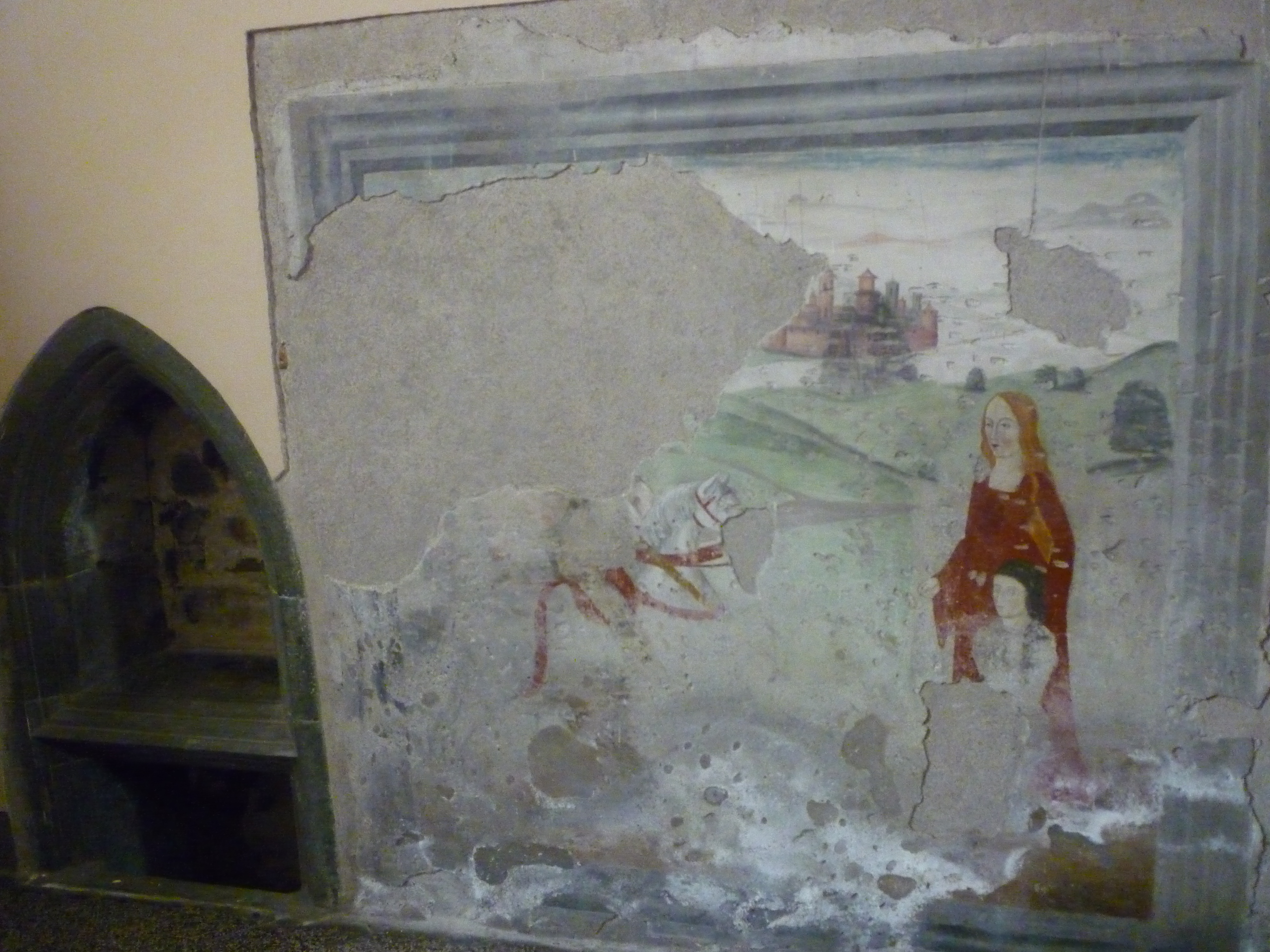
Luogo di sepoltura di Ibleto, con presunto ritratto della nipote Caterina di Challant, nella prevostura di Saint-Gilles a Verrès

### I castelli di Verrès e Issogne
Nel 1372 ricevette ufficialmente da Amedeo VI di Savoia il feudo di Verrès, che gli era stato già affidato alcuni anni prima, e fece costruire dalle fondamenta l'attuale castello, una possente fortezza militare avente la forma di un cubo del lato di trenta metri che egli elesse a sua dimora. I lavori di costruzione del maniero durarono circa trent'anni e terminarono nel 1390, come ricorda un'incisione sull'architrave della prima porta che si incontra salendo al primo piano.
Nel 1379 acquistò dal vescovo di Aosta il feudo di Issogne, divenendo così padrone di tutta la valle del fiume Evançon e della porzione di terre centrali su cui questa si affaccia. Iniziò quindi a ingrandire e ristrutturare il castello di Issogne, in precedenza sede vescovile.

### La successione
Morì il 21 settembre 1409 nel castello da lui edificato, all'età di 79 anni circa, e venne sepolto nella cripta della cappella di Santa Caterina nella prevostura di Saint-Gilles a Verrès, che aveva fatto costruire nel 1405.
Il suo successore avrebbe dovuto essere il figlio Amedeo, ma egli morì nel 1383 durante una campagna militare agli ordini di Amedeo VI di Savoia. L'altro figlio Francesco, che aveva intrapreso la vita sacerdotale, venne allora dispensato dagli ordini sacri e alla morte di Ibleto divenne il nuovo signore di Challant, Verrès, Issogne, Montjovet, Chenal e Saint-Vincent, e nel 1424 fu nominato da Amedeo VIII di Savoia primo conte di Challant.